# Türkiye Kupası 2018/19
Der Türkische Fußballpokal 2018/19 war die 57. Austragung des Fußballpokalwettbewerbs der Herren. Der Pokalwettbewerb begann am 28. August 2018 mit der 1. Runde. Das Finale fand am 15. Mai 2019 statt.
Titelverteidiger war Akhisarspor, Rekordsieger Galatasaray Istanbul schlug den Titelverteidiger im Finale mit 3:1.

## Teilnehmende Mannschaften
Für den türkischen Pokal waren folgende 166 Mannschaften teilnahmeberechtigt:
| Süper Lig die 17 Vereine der Saison 2018/19 | TFF 1. Lig die 18 Vereine der Saison 2018/19 | TFF 2. Lig die 36 Vereine der Saison 2018/19 | TFF 3. Lig die 53 Vereine der Saison 2018/19 | Bölgesel Amatör Lig 42 Mannschaften |
| Akhisarspor (TV) Alanyaspor Antalyaspor Bursaspor BB Erzurumspor Çaykur Rizespor Fenerbahçe Istanbul Galatasaray Istanbul Göztepe Izmir Kasımpaşa Istanbul Kayserispor Konyaspor MKE Ankaragücü Istanbul Başakşehir FK Sivasspor Trabzonspor Yeni Malatyaspor | Adana Demirspor Adanaspor Afjet Afyonspor Altay Izmir Altınordu Izmir Balıkesirspor Boluspor Denizlispor Elazığspor Eskişehirspor Gazişehir Gaziantep FK Gençlerbirliği Ankara Giresunspor Hatayspor İstanbulspor Kardemir Karabükspor Osmanlıspor FK Ümraniyespor | Amed SK Anadolu Selçukspor Ankara Demirspor Bandırmaspor Bayrampaşaspor BB Bodrumspor Bugsaşspor Darıca Gençlerbirliği Etimesgut Belediyespor Eyüpspor Fatih Karagümrük SK Fethiyespor Gaziantepspor Gümüşhanespor Hacettepe SK İnegölspor Kahramanmaraşspor Kastamonuspor 1966 Keçiörengücü Kırklarelispor Manisaspor Manisa BB Menemen Belediyespor Niğde Belediyespor Pendikspor Sakaryaspor Samsunspor Sancaktepe Belediyespor Şanlıurfaspor Sarıyer SK Sivas Belediyespor Tarsus İdman Yurdu Tokatspor Tuzlaspor Utaş Uşakspor Zonguldak Kömürspor | 1461 Trabzon 24Erzincanspor Adıyaman 1954 SK Anadolu Bağcılar SK Ankara Adliyespor Alibeyköy SK Artvin Hopaspor Batman Petrolspor Bayburt Grup İl Özel İdare GS Bergama Belediyespor Bucaspor Büyükçekmece Tepecikspor Çatalcaspor Cizrespor Çorum Belediyespor Düzcespor Diyarbekirspor Elaziz Belediyespor Erbaaspor Ergene Velimeşe SK Erokspor Erzin Belediyespor Fatsa Belediyespor Gebzespor Gölcükspor Halide Edip Adıvar SK Hekimoğlu Trabzon Karacabey Birlikspor Karaköprü Belediyespor Karşıyaka SK Kemerspor 2003 Kırşehir Belediyespor Kızılcabölükspor Kocaelispor Körfez SK Kozan Belediyespor Muğlaspor Nazilli Belediyespor Nevşehirspor GK Ofspor Osmaniyespor FK Payasspor Pazarspor Serik Belediyespor Silivrispor Şile Yıldızspor Sultanbeyli Belediyespor Tire 1922 Spor Turgutluspor Van BB Yeni Altindağ Belediyespor Yeni Orduspor Yomraspor | 68 Aksaray Belediyespor 1074 Çankırıspor 1955 Batman Belediyespor Ağrı 1970 Spor Altınova Belediyespor Bartınspor Belediye Derincespor Beylerbeyi SK Bigaspor Bitlis Özgüzelderespor Bozüyük Vitraspor Bucak Belediye Oğuzhanspor Çayırovaspor Çengelköyspor Çerkezköy 1911 Spor Dersim 62 Spor Edirnespor Diyarbakır Yolspor Gaziosmanpaşaspor Iğdır Aras Spor Isparta Davrazspor Kale Belediyespor Karadeniz Ereğli Belediyespor Karaman Belediyespor Karlıova Yıldırımspor Kilis Belediyespor Kırıkkale Büyük Anadoluspor Kütahyaspor Maltepespor Mardin BB Muş Menderesspor Mut İdman Yurdu Belediyespor Ödemişspor Sarıkamış Gençlerbirliği Serhat Ardahanspor Siirt İl Özel İdaresi SK Sinopspor Ünye 1957 Spor Yeni Amasyaspor Yeniçağaspor Yozgatspor 1959 FK Yüksekova Belediyespor |

## 1. Runde
Die Auslosung für die 1. Runde fand am 10. August 2018 statt. In der 1. Runde nahmen 42 Mannschaften der Bölgesel Amatör Lig teil.
| Datum            |                               | Ergebnis              |                              |
| ---------------- | ----------------------------- | --------------------- | ---------------------------- |
| 28.08. 13:30 Uhr | Karaman Belediyespor          | 1:0 (0:0)             | Yozgatspor 1959 FK           |
| 28.08. 15:30 Uhr | Karadeniz Ereğli Belediyespor | 3:2 (2:1)             | 1074 Çankırıspor             |
| 29.08. 13:30 Uhr | Yeni Amasyaspor               | 3:1 (1:0)             | Kırıkkale Büyük Anadoluspor  |
| 29.08. 13:30 Uhr | Sinopspor                     | 0:0 n. V. (4:2 i. E.) | Ünye 1975 Spor               |
| 29.08. 14:15 Uhr | Kilis Belediyespor            | 2:2 n. V. (3:2 i. E.) | Diyarbakır Yolspor           |
| 29.08. 14:30 Uhr | Iğdir Aras Spor               | 1:0 (2:0)             | Ağrı 1970 Spor               |
| 29.08. 14:30 Uhr | Serhat Ardahanspor            | 0:3 (0:2)             | Sarıkamış Gençlerbirliği     |
| 29.08. 14:30 Uhr | Bitlis Özgüzelderespor        | 2:1 (0:0)             | Mardin BB                    |
| 29.08. 14:30 Uhr | 1955 Batman Belediyespor      | 1:1 n. V. (4:5 i. E.) | Siirt İl Özel İdaresi SK     |
| 29.08. 14:30 Uhr | Dersim 62 Spor                | 4:1 (2:0)             | Karlıova Yıldırımspor        |
| 29.08. 15:00 Uhr | 68 Aksaray Belediyespor       | 2:1 (0:1)             | Mut İdman Yurdu Belediyespor |
| 29.08. 15:30 Uhr | Gaziosmanpaşaspor             | 1:0 (0:0)             | Edirnespor                   |
| 29.08. 15:30 Uhr | Çenelgelköyspor               | 2:0 (0:0)             | Çerkezköy 1911 Spor          |
| 29.08. 15:30 Uhr | Yüksekova Belediyespor        | 2:0 (1:0)             | Muş Menderesspor             |
| 29.08. 15:30 Uhr | Altınova Belediyespor         | 3:4 n. V. (3:3, 0:1)  | Çayırovaspor                 |
| 29.08. 15:30 Uhr | Bozüyük Vitraspor             | 3:2 (1:1)             | Belediye Derincespor         |
| 29.08. 15:30 Uhr | Maltepespor                   | 0:1 n. V.             | Beylerbeyispor               |
| 29.08. 15:30 Uhr | Yeniçağaspor                  | 0:2 (0:0)             | Bartınspor                   |
| 29.08. 15:30 Uhr | Kütahyaspor                   | 3:2 n. V. (2:2, 2:1)  | Ödemişspor                   |
| 29.08. 15:30 Uhr | Bucak Belediye Oğuzhanspor    | 2:1 (1:1)             | Bigaspor                     |
| 29.08. 17:30 Uhr | Isparta Davrazspor            | 0:1 (0:1)             | Kale Belediyespor            |

## 2. Runde
Die Auslosung für die 2. Runde fand am 7. September 2018 statt. Mit der 2. Runde nahmen außer den 21 Siegern der 1. Runde die Mannschaften der TFF 3. Lig teil.
| Datum            |                               | Ergebnis              |                               |
| ---------------- | ----------------------------- | --------------------- | ----------------------------- |
| 11.09. 12:00 Uhr | Ofspor                        | 1:1 n. V. (2:4 i. E.) | 1461 Trabzon                  |
| 11.09. 13:30 Uhr | Pazarspor                     | 2:0 (0:0)             | Bayburt Grup İl Özel İdare GS |
| 11.09. 13:30 Uhr | Karaköprü Belediyespor        | 2:3 n. V. (2:2, 0:1)  | Dersim 62 Spor                |
| 11.09. 14:00 Uhr | Bucak Belediye Oğuzhanspor    | 3:1 (0:0)             | Kızılcabölükspor              |
| 11.09. 13:30 Uhr | Payasspor                     | 0:0 n. V. (4:1 i. E.) | Kozan Belediyespor            |
| 11.09. 14:00 Uhr | Iğdır Aras Spor               | 0:1 (0:0)             | Bitlis Özgüzelderespor        |
| 11.09. 14:00 Uhr | Ankara Adliyespor             | 0:0 n. V. (3:4 i. E.) | Bozüyük Vitraspor             |
| 12.09. 12:00 Uhr | Artvin Hopaspor               | 0:0 n. V. (3:4 i. E.) | 24Erzincanspor                |
| 12.09. 13:30 Uhr | Batman Petrolspor             | 1:0 (1:0)             | Yüksekova Belediyespor        |
| 12.09. 13:30 Uhr | Siirt İl Özel İdaresi SK      | 3:0 (1:0)             | Cizrespor                     |
| 12.09. 13:30 Uhr | Van BB                        | 2:0 n. V.             | Sarıkamış Gençlerbirliği      |
| 12.09. 13:30 Uhr | Hekimoğlu Trabzon             | 0:2 (0:1)             | Yomraspor                     |
| 12.09. 13:30 Uhr | Diyarbekirspor                | 2:0 (0:0)             | Elaziz Belediyespor           |
| 12.09. 14:00 Uhr | Kırşehir Belediyespor         | 3:2 (2:2)             | Nevşehir Belediyespor         |
| 12.09. 14:00 Uhr | Kemerspor 2003                | 2:2 n. V. (5:4 i. E.) | Muğlaspor                     |
| 12.09. 14:00 Uhr | Altındağ Belediyespor         | 1:0 (0:0)             | Kütahyaspor                   |
| 12.09. 14:00 Uhr | Kilis Belediyespor            | 2:1 n. V. (1:1, 1:0)  | Osmaniyespor FK               |
| 12.09. 14:00 Uhr | Erzin Belediyespor            | 3:0 (1:0)             | Adıyaman 1954 SK              |
| 12.09. 14:00 Uhr | Karaman Belediyespor          | 2:1 (2:1)             | 68 Aksaray Belediyespor       |
| 12.09. 14:00 Uhr | Erbaaspor                     | 1:1 n. V. (3:2 i. E.) | Fatsa Belediyespor            |
| 12.09. 14:00 Uhr | Serik Belediyespor            | 4:1 (3:0)             | Kale Belediyespor             |
| 12.09. 14:00 Uhr | Karadeniz Ereğli Belediyespor | 2:1 (2:0)             | Gebzespor                     |
| 12.09. 14:00 Uhr | Büyükçekmece Tepecikspor      | 1:3 (1:1)             | Gaziosmanpaşaspor             |
| 12.09. 14:30 Uhr | Bergama Belediyespor          | 2:1 (1:1)             | Bucaspor                      |
| 12.09. 14:30 Uhr | Erokspor                      | 2:1 (0:1)             | Ergene Velimeşe SK            |
| 12.09. 14:30 Uhr | Şile Yıldızspor               | 3:2 (2:1)             | Karacabey Birlikspor          |
| 12.09. 14:30 Uhr | Silivrispor                   | 1:0 (0:0)             | Alibeyköyspor                 |
| 12.09. 14:30 Uhr | Maltepespor                   | 1:1 n. V. (4:2 i. E.) | Sultanbeyli Belediyespor      |
| 12.09. 14:30 Uhr | Körfez SK                     | 2:1 (2:1)             | Düzcespor                     |
| 12.09. 14:30 Uhr | Halide Edip Adıvar SK         | 0:1 (0:0)             | Çengelköyspor                 |
| 12.09. 14:30 Uhr | Sinopspor                     | 2:2 n. V. (4:5 i. E.) | Yeni Orduspor                 |
| 12.09. 18:00 Uhr | Tire 1922 Spor                | 2:1 n. V. (1:1, 0:0)  | Turgutluspor                  |
| 12.09. 18:00 Uhr | Kocaelispor                   | 2:0 n. V.             | Gölcükspor                    |
| 13.09. 12:00 Uhr | Yeni Amasyaspor               | 1:0 (1:0)             | Çorum Belediyespor            |
| 13.09. 14:00 Uhr | Bartınspor                    | 2:1 (2:0)             | Çayırovaspor                  |
| 13.09. 14:30 Uhr | Nazilli Belediyespor          | 2:0 (0:0)             | Karşıyaka SK                  |
| 13.09. 14:30 Uhr | Bağcılarspor                  | 2:1 (0:0)             | Çatalcaspor                   |

## 3. Runde
Die Auslosung für die 3. Runde fand am 14. September 2018 statt. In der 3. Runde nahmen die 37 Sieger aus der 2. Runde teil. Außerdem kamen alle Mannschaften der TFF 1. Lig, TFF 2. Lig sowie Antalyaspor, Konyaspor, BB Erzurumspor, Çaykur Rizespor und MKE Ankaragücü hinzu.
| Datum            |                               | Ergebnis              |                          |
| ---------------- | ----------------------------- | --------------------- | ------------------------ |
| 25.09. 12.00 Uhr | 1461 Trabzon                  | 2:2 n. V. (5:4 i. E.) | Tuzlaspor                |
| 25.09. 12.00 Uhr | 24Erzincanspor                | 2:1 (1:0)             | Gazişehir Gaziantep FK   |
| 25.09. 13.00 Uhr | Erzin Belediyespor            | 1:4 (0:3)             | Ümraniyespor             |
| 25.09. 13.30 Uhr | Yeni Altindağ Belediyespor    | 3:0 (2:0)             | Manisaspor               |
| 25.09. 13:30 Uhr | Diyarbekirspor                | 1:0 (1:0)             | Samsunspor               |
| 25.09. 14:00 Uhr | Bozüyük Vitraspor             | 0:1 (0:0)             | Denizlispor              |
| 25.09. 14:00 Uhr | Kırklarelispor                | 4:1 (3:0)             | Utaş Uşakspor            |
| 25.09. 14:00 Uhr | Maltepespor                   | 1:2 (0:0)             | Menemen Belediyespor     |
| 25.09. 14:00 Uhr | Manisa BB                     | 1:2 (1:0)             | Keçiörengücü             |
| 25.09. 14:00 Uhr | Nazilli Belediyespor          | 5:0 (2:0)             | Tokatspor                |
| 25.09. 14:00 Uhr | Pendikspor                    | 2:1 (1:1)             | Altınordu Izmir          |
| 25.09. 15:30 Uhr | Tire 1922 Spor                | 0:1 (0:0)             | Sivas Belediyespor       |
| 25.09. 17:30 Uhr | BB Erzurumspor                | 1:0 (1:0)             | Ankara Demirspor         |
| 25.09. 19:30 Uhr | Adana Demirspor               | 2:1 (0:1)             | Yeni Orduspor            |
| 26.09. 12:00 Uhr | Yeni Amasyaspor               | 2:5 (0:5)             | Konyaspor                |
| 26.09. 13:00 Uhr | Erbaaspor                     | 1:0 (1:0)             | Eskişehirspor            |
| 26.09. 13:00 Uhr | Gaziantepspor                 | 0:1 n. V.             | Dersim 62 Spor           |
| 26.09. 13:00 Uhr | Gümüşhanespor                 | 1:0 (1:0)             | Silivrispor              |
| 26.09. 13:00 Uhr | Hatayspor                     | 2:1 (1:1)             | Erokspor                 |
| 26.09. 13:00 Uhr | Kilis Belediyespor            | 1:4 (0:4)             | Osmanlıspor FK           |
| 26.09. 13:00 Uhr | Van BB                        | 4:2 n. V. (1:1, 1:0)  | Hacettepe SK             |
| 26.09. 13:30 Uhr | Bartınspor                    | 1:2 (0:1)             | Sarıyer SK               |
| 26.09. 13:30 Uhr | Karaman Belediyespor          | 1:3 (0:2)             | Etimesgut Belediyespor   |
| 26.09. 13:30 Uhr | Kardemir Karabükspor          | 3:0 (0:0)             | Körfez SK                |
| 26.09. 13:30 Uhr | Kırşehir Belediyespor         | 2:3 (2:2)             | Altay Izmir              |
| 26.09. 13:30 Uhr | Anadolu Selçukspor            | 0:2 (0:1)             | Fatih Karagümrük SK      |
| 26.09. 13:30 Uhr | Zonguldak Kömürspor           | 4:1 (1:0)             | Bayrampaşaspor           |
| 26.09. 14:00 Uhr | Bandırmaspor                  | 3:0 (1:0)             | Gaziosmanpaşaspor        |
| 26.09. 14:00 Uhr | Bucak Belediye Oğuzhanspor    | 2:2 n. V. (4:5 i. E.) | Bugsaşspor               |
| 26.09. 14:00 Uhr | Çengelköyspor                 | 2:1 (1:1)             | Sakaryaspor              |
| 26.09. 14:00 Uhr | Darıca Gençlerbirliği         | 2:1 (0:1)             | İnegölspor               |
| 26.09. 14:00 Uhr | Elazığspor                    | 0:4 (0:0)             | Batman Petrolspor        |
| 26.09. 14:00 Uhr | İstanbulspor                  | 3:1 (2:0)             | Bağcılarspor             |
| 26.09. 14:00 Uhr | Şile Yıldızspor               | 3:2 n. V. (2:2, 0:0)  | Adanaspor                |
| 26.09. 16:00 Uhr | Afjet Afyonspor               | 2:1 (2:1)             | Siirt İl Özel İdaresi SK |
| 26.09. 17:00 Uhr | Fethiyespor                   | 2:0 (1:0)             | Sancaktepe Belediyespor  |
| 26.09. 18:00 Uhr | Boluspor                      | 4:1 (1:0)             | Payasspor                |
| 26.09. 18:00 Uhr | Kahramanmaraşspor             | 2:0 (1:0)             | Kemerspor 2003           |
| 26.09. 18:00 Uhr | MKE Ankaragücü                | 2:1 (2:1)             | Serik Belediyespor       |
| 26.09. 18:00 Uhr | Şanlıurfaspor                 | 0:1 (0:0)             | Yomraspor                |
| 26.09. 19:30 Uhr | Çaykur Rizespor               | 2:0 (1:0)             | Tarsus İdman Yurdu       |
| 27.09. 12:00 Uhr | Karadeniz Ereğli Belediyespor | 2:3 n. V. (2:2, 1:1)  | Antalyaspor              |
| 27.09. 13:30 Uhr | Gençlerbirliği Ankara         | 2:0 (2:0)             | Bergama Belediyespor     |
| 27.09. 13:30 Uhr | Niğde Belediyespor            | 0:4 (0:0)             | BB Bodrumspor            |
| 27.09. 14:00 Uhr | Eyüpspor                      | 1:3 (0:0)             | Pazarspor                |
| 27.09. 14:00 Uhr | Kastamonuspor 1966            | 3:2 (0:0)             | Bitlis Özgüzlderespor    |
| 27.09. 16:00 Uhr | Balıkesirspor                 | 5:0 (1:0)             | Amed SK                  |
| 27.09. 18:30 Uhr | Giresunspor                   | 3:2 n. V. (2:2, 1:0)  | Kocaelispor              |

## 4. Runde
Die Auslosung für die 4. Runde fand am 16. Oktober 2018 statt. In der 4. Runde nahmen die 48 Sieger aus der 3. Runde sowie Alanyaspor, Bursaspor, Göztepe Izmir, Kasımpaşa Istanbul, Kayserispor, Sivasspor, Trabzonspor und Yeni Malatyaspor teil.
| Datum            |                        | Ergebnis              |                      |
| ---------------- | ---------------------- | --------------------- | -------------------- |
| 30.10. 11:00 Uhr | Batman Petrolspor      | 2:3 (0:2)             | Kasımpaşa Istanbul   |
| 30.10. 11:00 Uhr | Sivas Belediyespor     | 3:2 n. V. (1:1, 1:0)  | Denizlispor          |
| 30.10. 12:00 Uhr | Kastamonuspor 1966     | 2:3 n. V. (2:2, 2:2)  | Altay Izmir          |
| 30.10. 13:00 Uhr | Fatih Karagümrük SK    | 4:0 (1:0)             | Afjet Afyonspor      |
| 30.10. 15:00 Uhr | BB Erzurumspor         | 2:2 n. V. (4:5 i. E.) | Keçiörengücü         |
| 30.10. 17:00 Uhr | Antalyaspor            | 1:1 n. V. (3:0 i. E.) | Yomraspor            |
| 30.10. 18:30 Uhr | Bursaspor              | 1:2 n. V. (1:1, 1:1)  | 1461 Trabzon         |
| 31.10. 11:00 Uhr | Bugsaşspor             | 0:2 (0:2)             | Trabzonspor          |
| 31.10. 11:30 Uhr | Altındağ Belediyespor  | 1:3 (1:2)             | Alanyaspor           |
| 31.10. 11:30 Uhr | Hatayspor              | 3:1 (1:1)             | Fethiyespor          |
| 31.10. 12:00 Uhr | Bandırmaspor           | 0:0 n. V. (2:4 i. E.) | Van BB               |
| 31.10. 12:00 Uhr | Darıca Gençlerbirliği  | 6:1 (1:0)             | Kardemir Karabükspor |
| 31.10. 12:00 Uhr | Nazilli Belediyespor   | 3:2 (1:0)             | Osmanlıspor FK       |
| 31.10. 12:00 Uhr | BB Bodrumspor          | 2:1 (1:0)             | Sivasspor            |
| 31.10. 12:00 Uhr | Şile Yıldızspor        | 2:5 (2:5)             | Boluspor             |
| 31.10. 12:00 Uhr | Ümraniyespor           | 5:1 (3:1)             | 24Erzincanspor       |
| 31.10. 13:00 Uhr | MKE Ankaragücü         | 1:0 (0:0)             | Erbaaspor            |
| 31.10. 15:00 Uhr | Kayserispor            | 6:1 (1:1)             | Pazarspor            |
| 31.10. 17:00 Uhr | Yeni Malatyaspor       | 1:0 (0:0)             | Kırklarelispor       |
| 31.10. 18:30 Uhr | Kahramanmaraşspor      | 3:0 (2:0)             | Konyaspor            |
| 01.10. 11:00 Uhr | Sarıyer SK             | 1:2 (1:2)             | Çaykur Rizespor      |
| 01.10. 11:00 Uhr | Gümüşhanespor          | 2:2 n. V. (3:5 i. E.) | Giresunspor          |
| 01.10. 11:30 Uhr | Etimesgut Belediyespor | 2:1 (1:0)             | İstanbulspor         |
| 01.10. 13:00 Uhr | Adana Demirspor        | 3:1 n. V. (1:1, 1:0)  | Dersim 62 Spor       |
| 01.10. 15:00 Uhr | Menemen Belediyespor   | 2:0 (0:0)             | Zonguldak Kömürspor  |
| 01.10. 17:00 Uhr | Balıkesirspor          | 3:1 (2:1)             | Pendikspor           |
| 01.10. 17:00 Uhr | Göztepe Izmir          | 4:0 (1:0)             | Çengelköyspor        |
| 01.10. 18:30 Uhr | Gençlerbirliği Ankara  | 1:0 (0:0)             | Diyarbekirspor       |

## 5. Runde
In der 5. Runde nahmen die 28 Sieger aus der 4. Runde sowie die drei besten Mannschaften aus der vorherigen Süper-Lig-Saison (Galatasaray Istanbul, Fenerbahçe Istanbul und Istanbul Başakşehir FK) sowie der amtierende Pokalsieger Akhisarspor teil. Beşiktaş Istanbul war für diese Pokalsaison nicht teilnahmeberechtigt.
|                       | Gesamt |                        | Hinspiel  | Rückspiel |
| --------------------- | ------ | ---------------------- | --------- | --------- |
| Antalyaspor           | 3:2    | Darıca Gençlerbirliği  | 2:2 (1:1) | 1:0 (0:0) |
| Sivas Belediyespor    | 2:7    | Trabzonspor            | 2:2 (1:1) | 0:5 (0:3) |
| Çaykur Rizespor       | 1:3    | Balıkesirspor          | 0:2 (0:2) | 1:1 (0:0) |
| Nazilli Belediyespor  | 1:5    | Göztepe Izmir          | 0:3 (0:1) | 1:2 (1:2) |
| Gençlerbirliği Ankara | 2:3    | Hatayspor              | 2:1 (0:0) | 0:2 (0:1) |
| Adana Demirspor       | 1:3    | Istanbul Başakşehir FK | 1:1 (0:0) | 0:2 (0:2) |
| Boluspor              | 7:3    | Van BB                 | 5:1 (0:0) | 2:2 (1:1) |
| Altay Izmir           | 2:6    | Kayserispor            | 1:2 (0:0) | 1:4 (0:2) |
| Ümraniyespor          | 5:4    | 1461 Trabzon           | 4:1 (1:0) | 1:3 (1:0) |
| Menemen Belediyespor  | 2:6    | Kasımpaşa Istanbul     | 1:2 (0:0) | 1:4 (0:3  |
| Fenerbahçe Istanbul   | 6:2    | Giresunspor            | 1:0 (0:0) | 5:2 (1:1) |
| Fatih Karagümrük SK   | 1:6    | Akhisarspor            | 1:4 (0:1) | 0:2 (0:0) |
| Alanyaspor            | 8:4    | Kahramanmaraşspor      | 7:2 (1:1) | 1:2 (0:0) |
| BB Bodrumspor         | 6:5    | MKE Ankaragücü         | 4:2 (0:0) | 2:3 (2:1) |
| Yeni Malatyaspor      | 4:0    | Etimesgut Belediyespor | 2:0 (0:0) | 2:0 (0:0) |
| Keçiörengücü          | 2:3    | Galatasaray Istanbul   | 1:2 (0:1) | 1:1 (0:0) |

## Achtelfinale
Die Hinspiele fanden am 15., 16. und 17. Januar, die Rückspiele am 22., 23. und 24. sowie am 29. Januar 2019 statt.
|                        | Gesamt |                      | Hinspiel  | Rückspiel      |
| ---------------------- | ------ | -------------------- | --------- | -------------- |
| Antalyaspor            | 3:6    | Göztepe Izmir        | 3:3 (2:0) | 0:3 (0:2)      |
| Istanbul Başakşehir FK | 2:4    | Hatayspor            | 1:0 (1:0) | 1:4 (1:3)      |
| Boluspor               | 1:5    | Galatasaray Istanbul | 0:1 (0:1) | 1:4 (0:2)      |
| Trabzonspor            | 5:2    | Balıkesirspor        | 2:1 (1:0) | 3:1 (1:1)      |
| Ümraniyespor           | 2:0    | Fenerbahçe Istanbul  | 1:0 (0:0) | 1:0 (0:0)      |
| Kayserispor            | 1:2    | Akhisarspor          | 1:2 (0:2) | 0:0            |
| Yeni Malatyaspor       | 5:3    | BB Bodrumspor        | 3:2 (0:2) | 2:1 (0:0)      |
| Alanyaspor             | 0:1    | Kasımpaşa Istanbul   | 0:0       | 0:1 n V. (0:0) |

## Viertelfinale
Die Hinspiele fanden am 5., 6. und 7. Februar, die Rückspiele am 26., 27. und 28. Februar 2019 statt.
|                      | Gesamt  |                    | Hinspiel  | Rückspiel             |
| -------------------- | ------- | ------------------ | --------- | --------------------- |
| Trabzonspor          | 1:3     | Ümraniyespor       | 0:0       | 1:3 (1:0)             |
| Yeni Malatyaspor     | 1:1 (e) | Göztepe Izmir      | 1:0 (1:0) | 0:1 n. V. (3:5 n. E.) |
| Galatasaray Istanbul | 4:4 (a) | Hatayspor          | 2:0 (1:0) | 2:4 (1:0)             |
| Akhisarspor          | 5:2     | Kasımpaşa Istanbul | 3:1 (1:0) | 2:1 (1:1)             |

## Halbfinale
Die Hinspiele fanden am 2. und 3. April, die Rückspiele zwischen dem 23. und dem 25. Mai 2019 statt.
|                      | Gesamt |                  | Hinspiel  | Rückspiel |
| -------------------- | ------ | ---------------- | --------- | --------- |
| Galatasaray Istanbul | 5:2    | Yeni Malatyaspor | 0:0       | 5:2 (2:1) |
| Ümraniyespor         | 0:2    | Akhisarspor      | 0:1 (0:0) | 0:1 (0:1) |

## Finale
| Paarung              | Akhisarspor – Galatasaray Istanbul |
| Ergebnis             | 1:3 (0:0) |
| Datum                | 15. Mai 2019 |
| Stadion              | Yeni 4 Eylül Stadyumu, Sivas |
| Schiedsrichter       | Suat Arslanboğa (Malatya) |
| Tore                 | 1:0 Elvis Manu (57.) 1:1 Sinan Gümüş (80., Elfmeter) 1:2 Sofiane Feghouli (88.) 1:3 Mbaye Diagne (90.+4') |
| Akhisarspor          | Fatih Öztürk – Avdija Vršajević (60. Aykut Çeviker), Rajko Rotman, Caner Osmanpaşa, Kadir Keleş – Zeki Yavru (90. Sokol Cikalleshi), Abdoul Sissoko, Hélder Barbosa, Miguel Lopes – Güray Vural (87. Jeremy Bokila), Elvis Manu Cheftrainer: Cem Kavçak |
| Galatasaray Istanbul | Fernando Muslera – Mariano, Marcão, Christian Luyindama, Martin Linnes – Selçuk İnan (74. Ryan Donk), Papa Alioune Ndiaye (67. Sinan Gümüş), Sofiane Feghouli (90+1. Fernando), Younès Belhanda – Henry Onyekuru, Mbaye Diagne Cheftrainer: Fatih Terim |
| Gelbe Karten         | Rajko Rotman, Avdija Vršajević, Miguel Lopes, Jeremy Bokila, Fatih Öztürk, Güray Vural, Abdoul Sissoko – Christian Luyindama, Sofiane Feghouli |

## Torschützenliste
| Rang | Name              | Mannschaft                | Tore |
| ---- | ----------------- | ------------------------- | ---- |
| 1.   | Batuhan Altıntaş  | Boluspor                  | 5    |
| 1.   | Sokol Cikalleshi  | Göztepe Izmir/Akhisarspor | 5    |
| 1.   | Lucas Villafáñez  | Alanyaspor                | 5    |
| 4.   | Yunus Akgün       | Galatasaray Istanbul      | 4    |
| 4.   | Danijel Aleksić   | Yeni Malatyaspor          | 4    |
| 4.   | Steve Leo Beleck  | Balıkesirspor             | 4    |
| 4.   | Alessio Cerci     | MKE Ankaragücü            | 4    |
| 4.   | Leandrinho        | Ümraniyespor              | 4    |
| 4.   | Abdülkadir Parmak | Trabzonspor               | 4    |